# Strada statale 167 dei Laghi di Monticchio
La ex strada statale 167 dei Laghi di Monticchio (SS 167), ora strada provinciale ex SS 167 dei Laghi di Monticchio (SP ex SS 167), è una strada provinciale che lambisce i laghi di Monticchio.

## Storia
La strada statale 167, che inizia dell'abitato di Rionero in Vulture venne istituita nel 1953 con il seguente percorso: "Innesto con la SS. n. 93 presso Rionero in Vulture - Laghi di Monticchio."
Con il Decreto Ministeriale del 25/03/1970 - G.U. 165 del 3/07/1970 la strada venne prolungata dai Laghi di Monticchio fino al Bivio Monticchio Bagni (innesto con la Strada statale 401 dell'Alto Ofanto e del Vulture).
In seguito al decreto legislativo n. 112 del 1998, dal 2001 la gestione è passata dall'ANAS alla Regione Basilicata che ha provveduto al trasferimento dell'infrastruttura al demanio della Provincia di Potenza.

## Percorso
La strada ha origine a Rionero in Vulture dove incrocia la ex strada statale 93 Appulo Lucana e lascia il paese in direzione ovest, percorrendo le pendici meridionali del monte Vulture. Il tracciato sale fino a raggiungere la riserva regionale Lago piccolo di Monticchio, per passare poi tra i due laghi di Monticchio e ridiscendere verso la località di Monticchio Bagni dove si innesta sulla ex strada statale 401 dell'Alto Ofanto e del Vulture.